# 빙과 (애니메이션)
《빙과》(일본어: 氷菓 효우카[*])는 일본의 소설가 요네자와 호노부의 추리소설 시리즈인 《고전부 시리즈》의 1권에서 4권까지를 애니메이션화한 애니메이션이다. 《고전부 시리즈》 첫 소설인 빙과의 이름을 따 22화 TV 애니메이션으로 제작되었다. TASKOHNA(타스크오나)가 글과 그림을 맡은 만화 판은 2012년 4월 첫 출간되어 2022년 3월, 14권까지 발행된 상태이다. 장르는 추리물, 일상물이다. 빙과는 고등학교 1학년 학생인 오레키 호타로가 고전부에 들어가면서 치탄다 에루, 후쿠베 사토시, 이바라 마야카를 만나게 되는 과정을 그려낸다.
교토 애니메이션이 제작을 맡았으며, 타케모토 야스히로가 총감독, 가토 쇼지가 시리즈 구성, 니시야 후토시가 캐릭터 디자인을 맡았다. ChouCho가 1쿨 오프닝 곡을 불렀으며, 2쿨 오프닝은 코다마 사오리가 불렀다. 1, 2쿨 엔딩은 사토 사토미와 카야노 아이가 불렀다. 나카무라 유이치, 사토 사토미가 주연 성우를 맡았다. 주연 성우는 오레키 호타로 배역의 나카무라 유이치, 그리고 치탄다 에루 배역의 사토 사토미이다. 작중 배경은 "카미야마"라는 가상 도시로, 요네자와 호노부의 실제 고향인 다카야마시에 기반하였다.
애니메이션의 22화는 2012년 4월에서 9월까지 방영하였다. 2012년 7월, 오리지널 비디오 애니메이션이 Ustream에 공개되었다. 대한민국에서는 미라지 엔터테인먼트가 한국어 더빙판을 제작하였다. 공개 당시 빙과는 미스터리 요소와 일상적인 요소를 둘 다 담아냈다는 평가를 받았다. 2012년 발표된 애니메이션의 작화는 공개 당시 상당한 호평을 받았다. 이와 상반되게 2013년 3월, 대한민국 방송통신심의위원회에서 "잔인하고 인기 수준이 낮다" 하여 "권고" 처분을 받았다.

## 줄거리
'안 해도 될 일은 안 한다. 해야 하는 일은 간략하게'가 좌우명인 오레키 호타로는 하루하루 "에너지 절약 주의"를 지키고 싶어 한다. 하지만, 어느 날 갑자기 누나인 오레키 토모에의 반강제적 권유로 인해 폐부 위기에 처한 고전부에 가입한다. 그는 거기서 작품의 히로인인 치탄다 에루를 만나게 된다. 그렇게 오레키는 치탄다 에루와 어릴 적 친구들인 후쿠베 사토시, 이바라 마야카와 함께 고전부를 꾸리게 될 수 있었고, 고전부는 이어가게 된다.
"에너지 절약 주의"를 실천하는 오레키의 의사에 반하게 치탄다 에루는 오레키의 추리 실력을 보고 궁금증이 있을 때마다 오레키를 귀찮게 한다. 그런데 어느 날, 치탄다는 오레키에게 고백이 있다고 하며 그를 카페에서 만난다. 사실 치탄다가 고전부에 가입한 이유는 인도에서 실종되어 곧 법적인 사망 신고를 앞둔 삼촌인 세키타니 준이 어렸을 적 했던 말을 듣고 울었던 기억이 궁금해 오레키에게 물어보게 된 것이다. 곧 삼촌이 사망 처리되고 장례식이 치러지니, 장례식 전에 이를 해결하고 싶다고 부탁한다. 오레키는 잠깐 고민을 하지만, 마지못해 그 요청을 받아들인다. 이 사실을 다른 고전부원들도 알게 되고 고전부는 세키타니 준의 사건을 조사한다. 결국 오레키는 사건의 전말을 깨닫게 된다. 세키타니 준이 원치 않게 학교의 파업의 주동자로 선정되어 억울하게 퇴학이 되었던 거고, 이에 미래의 고전 부원들에게 강해지라는 경고로 시집을 "빙과", 즉 영어로 Ice cream을 돌린 말장난인 I scream,으로 지었던 것이다.
사건을 해결한 고전부는 다시 시집 "빙과"를 준비하게 되는데, 치탄다의 선배인 이리스 후유미는 고전부에게 부탁할 게 있다고 말한다. 이리스 후유미의 2-F반은 사실 미스터리 독립 영화를 준비하고 있었는데, 각본이 완료되기 전에 각본가 혼고가 병에 걸려 촬영이 중단되었다. 그녀는 고전부에게 혼고가 영화의 진 결말을 찾아내 달라고 부탁한다. 결국 고전부는 2-F반이 증거 수집과 가설을 내고, 고전부와 오레키는 단순 그 가설들을 조합하여 결론만 내는 것에 합의하여 2-F반을 돕게 된다. 각본, 촬영 스태프, 그리고 현재까지 찍은 영화를 보게 된 오레키는 그럴싸한 결말을 내게 된다. 하지만 고전부 모두가 의아한 점이 있었던 불완전한 결말이었다. 오레키는 결국 수사를 더 하는데, 그 과정에서 오레키는 사건의 흑막을 알아낸다. 이리스 후유미는 처음부터 영화의 진 결말을 찾은게 아닌, 그저 혼고의 각본이 재미가 없었기 때문에 오레키에게 "작가"가 되도록 속인 것이었다.
곧 모두가 기대하는 학교 축제인 "칸야제"가 시작되었다. 고전부는 시집인 "빙과"를 만들어 축제에서 팔 준비를 하고 있었다. 고전 부원들은 시집을 홍보하기 위해 각종 학교 행사에 참여하게 되는데, 이에 수상한 점을 발견한다. 학교 행사들과 다른 동아리들에서 "쥬몬지"라는 범인한테서 물품들이 하나둘씩 사라지게 되는 것이었다. 범인은 항상 자리에 노트를 남기고 갔다. 오레키와 고전부는 수사를 시작한다. 오레키는 시간이 지나면서 도난당한 동아리들과 물품들이 오십음을 따르고 있음을 알아채고, ABC 살인 사건의 모방임을 알아챈다. 이에 수사망을 좁혀간 오레키는 총무위원회 위원인 타나베 지로가 학생 회장인 쿠가야마 무네요시에게 보내는 암호였다는 것을 알아챈다. 전말은 쿠가야마 무네요시는 그림에 소질이 있었지만, 그림을 그만두게 되었고, 항상 부러워하던 타나베 지로가 벌인 일이었다. 결국 오레키는 사건을 발설하지 않는 대신에, 고전부를 홍보하기 위해 타나베 지로에게 파이널 이벤트를 준비하자고 한다. 이에 관심을 받은 고전부는 시집 "빙과"를 완판하며 고전부는 판매 목표를 이룬다. 하지만 쿠가야마 무네요시는 타나베 지로가 만든 암호를 해독하지 못했고, 사건은 그저 해프닝으로 넘어가게 된다.
신년 축제에는 치탄다와 오레키가 나무 오두막 창고에 둘이서 갇히게 되었지만 사토시에게 암호를 보낼 수 있었고 탈출에 성공한다. 신년 다음에 밸런타인데이가 찾아오게 되는데, 이바라가 사토시에게 고백하기 위해 만든 초콜릿이 도난당하는 사건이 발생한다. 뭔가 눈치챈 오레키는 사토시에게 이 사건을 추궁하게 되자, 사실 사토시는 오래전부터 자존감이 낮았고 모든 것에 대한 미련을 포기하려 했지만 이바라를 좋아하게 되면 본인이 그렇게 피하려던 미련이 생길까 봐 두려워서 숨겼다고 하였다. 결국 사토시는 피할 수 없음을 알아내고 이바라에게 전화를 한다. 겨울이 지나 봄이 시작하는데, 오레키는 치탄다에게서 히나마쓰리에 참여해달라는 부탁을 한다. 히나마쓰리에는 또 사건이 발생하는데, 축제 경로에 있었던 다리에 공사가 일찍 시작된 것이다. 결국 옆 신사의 허락을 받아 다른 통로를 지나면서 일단락됐다. 결국 둘은 사진을 좋아하는 청년이 더 예쁜 사진을 찍을 수 있도록 경로를 바꾼 것이라는 결론을 짓는다. 귀가하는 길에 치탄다는 가족 사정과 함께 이 조용한 마을에 남고 싶다는 말을 하게 되고, 오레키는 그녀를 도와주겠다고 말하려 하지만 이내 말을 돌려 못하게 된다. 하지만 둘은 서로에 대해 더 알아가고 있게 되었음을 확인하게 되었다.

## 등장인물
| 등장인물                                                                                            | 일본어 성우       | 한국어 성우 |
| --------------------------------------------------------------------------------------------------- | ----------------- | ----------- |
| 오레키 호타로                                                                                       | 나카무라 유이치   | 신용우      |
| "에너지 절약주의"를 내세우는 고등학교 1학년 학생.                                                   |                   |             |
| 치탄다 에루                                                                                         | 사토 사토미       | 조경이      |
| 명문가인 치탄다가의 자제. 무언가를 알아내기 위해 고전부에 가입한다.                                 |                   |             |
| 이바라 마야카                                                                                       | 카야노 아이       | 김가령      |
| 오레키랑 초등학교 1학년부터 중학교 졸업까지 같은 반이었던 친구. 사토시에 이성적 감정을 가지고 있다. |                   |             |
| 후쿠베 사토시                                                                                       | 사카구치 다이스케 | 심규혁      |
| 오레키의 친한 친구로 그와 고전부에 같이 가입한다.                                                   |                   |             |
| 오레키 토모에                                                                                       | 유키노 사츠키     | 정미숙      |
| 호타로의 누나.                                                                                      |                   |             |
| 이리스 후유미                                                                                       | 유카나            | 정혜원      |
| 2-F반의 영화 제작의 책임자.                                                                         |                   |             |
| 이토이카와 요코                                                                                     | 코야마 마미       | 기경옥      |
| 학교의 도서실 선생이며 고전부의 과거 부원.                                                          |                   |             |

## 제작

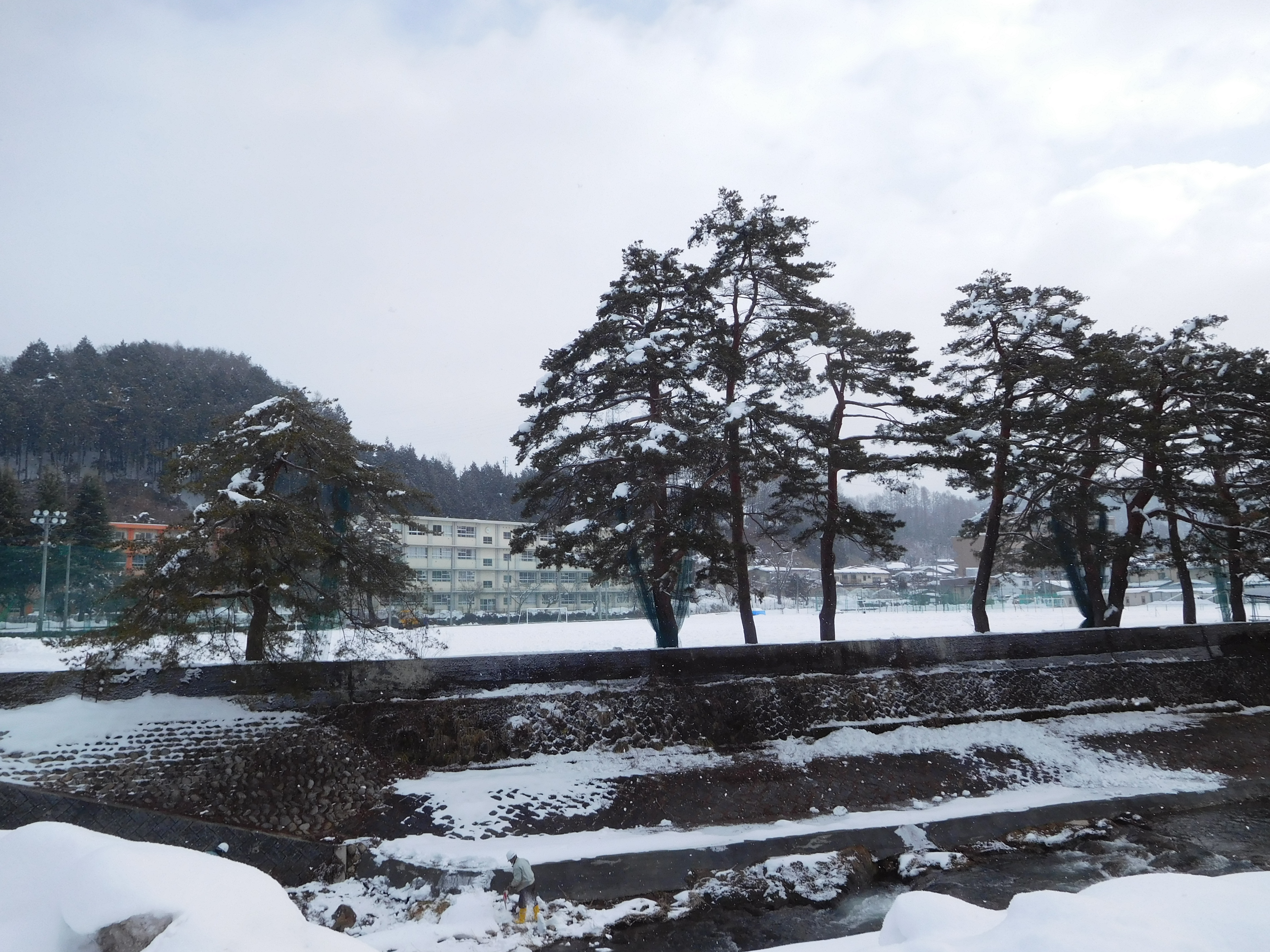
기후현의 히다 고등학교

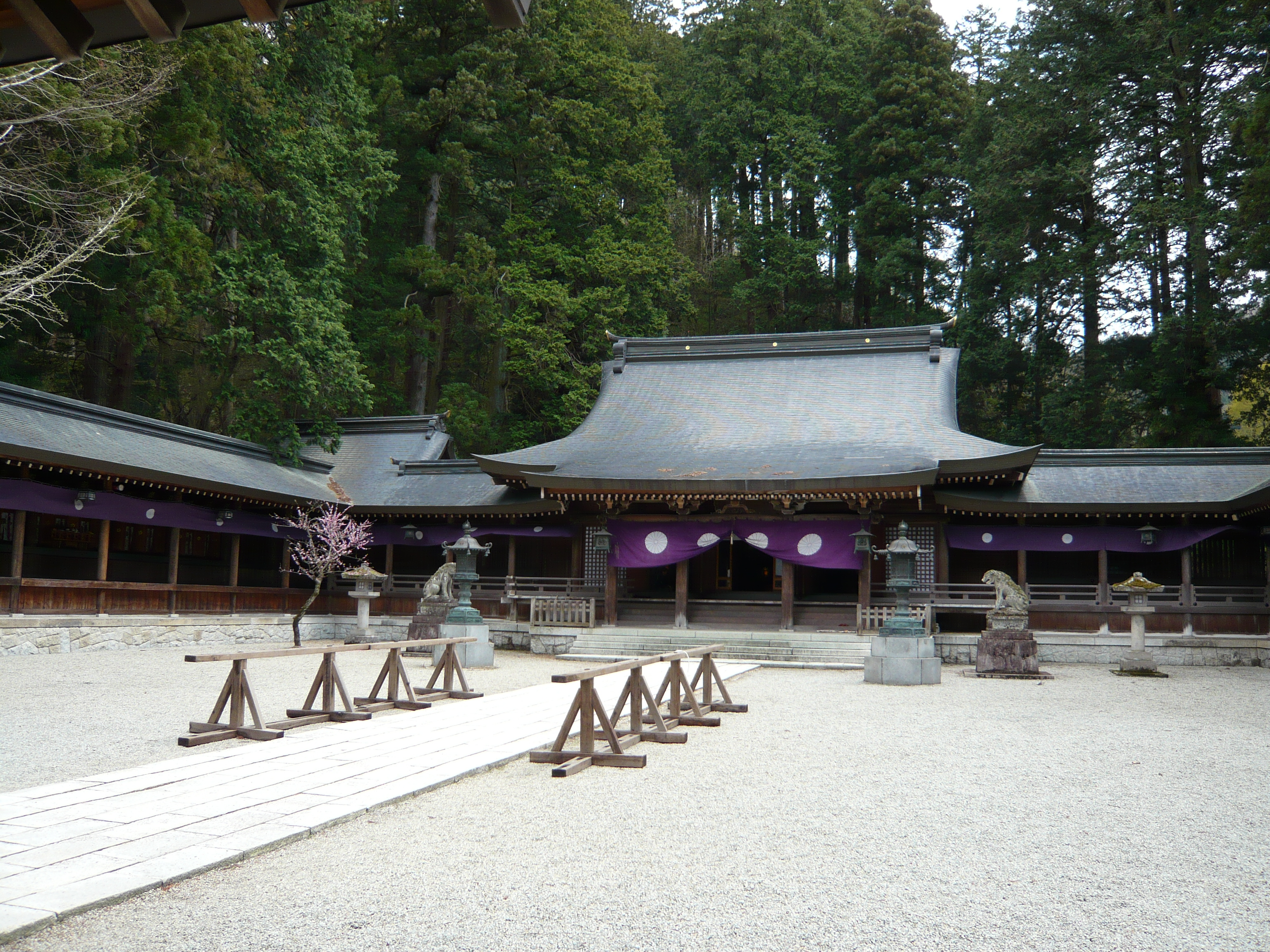
히다 이치노미야 미나시 신사

애니메이션 《빙과》의 제작은 교토 애니메이션이 맡았으며, 원작자는 요네자와 호노부이다. 요네자와 호노부도 제작의 회의 과정에 참여하였지만, 소설보다 애니메이션으로서 더 좋은 작품이 되는게 중요하였기 때문에 가토 쇼지와 스튜디오에 제작 과정을 믿고 맡겼다고 한다. 감독은 타케모토 야스히로, 시리즈 구성은 가토 쇼지, 캐릭터 디자인은 니시야 후토시, 색채 설계는 이시다 나오미, 미술 감독은 오쿠데 슈헤이, 촬영 감독은 나카가미 류타, 설정은 카라다 히로시, 편집은 시게무라 켄고, 음향 감독은 츠루오카 요타, 음악은 다나카 고헤이가 맡았다. 애니메이션 빙과의 총감독은 타케모토 야스히로가 지원해서 맡았다고 한다. 시리즈 구성을 맡은 가토 쇼지는 타케모토의 제안으로 같이 참여하였다고 말하였다.
빙과의 배경은 기후현의 가상의 도시인 카미야마 시로 설정되어 있다. 이는 작가의 실제 고향인 기후현 다카야마시에 기반했다. 애니메이션 관광 협회에서 일본의 88곳의 "애니메이션 성지" 중 하나로 선정되었다.
빙과는 다카야마시의 여러 장소를 보여준다. 오프닝과 매화에 나오는 카미야마 고등학교는 기후현의 히다 고등학교를 모티브로 삼았다. 오프닝과 18화에 나오는 카지바시 다리는 다카야마시의 중심부를 관통하는 미야가와강에 설치된 다리이다. 미야가와 아침 시장도 오프닝에서 볼 수 있다. 오프닝과 20화에 나오는 아레쿠스 신사는 히에 신사를 모델로 삼고 있다. 이외에도 11,18화, 오프닝에 등장하는 야요이하시 다리, 7화에 등장하는 히라유 온천, 11화와 18화에 나오는 야요이하시 다리, 18화에 나오는 다카야마 시립 도서관 (카미야마 시립 도서관), 22화에 나오는 미나시 신사와 가류 벛꽃 등 애니메이션에서 나오는 가상 도시인 카미야마의 장소들이 타카야마의 실제 장소들을 모티브로 삼았다.
《빙과》는 2012년 4월 22일에서 2012년 9월 15일까지 22화가 방영되었다. 화당 26분으로 편성되었다. 2012년, PV가 공개되었으며, 2012년 4월 22일부터 9월 16일까지 일본에서 방영되었다. 보너스 오리지널 비디오 애니메이션은 UStream에서 2012년 7월 8일에 스트리밍되었으며 2013년 1월 12일에 세 번째 만화와 함께 블루레이 디스크로 재발매되었다. 첫 번째 에피소드는 4월 14일에 스페셜 이벤트 형식으로 신주쿠의 카도가와 시네마에서 방영되었다. 대한민국에서는 미라지 엔터테인먼트가 더빙을 맡았다.

### 음악
OP와 ED가 각각 두 개씩 있다. 처음 11화 분량에 사용된 오프닝은 ChouCho가 부른 《상냥함의 이유》(優しさの理由) 그리고 엔딩은 《꿈결의 약속》(まどろみの約束)이다. 12화부터 사용된 오프닝은 코다마 사오리가 부른 《미완성 스트라이드》(未完成ストライド) 그리고 엔딩은 《너를 향한 미스터리》(君にまつわるミステリー)이다. 엔딩은 모두 사토 사토미와 카야노 아이가 불렀다.
다나카 고헤이가 빙과의 음악 감독을 맡았다. 빙과는 상당한 양의 클래식 음악을 사용한다. 가브리엘 포레의 〈시실리안느〉, 및 요한 제바스티안 바흐의 G선상의 아리아 등의 클래식 음악이 빙과에서 사용된다. 다나카는 클래식 음악의 사용은 작가인 요네자와 호노부의 요청 사항이었다고 밝혔다.
빙과의 오프닝 두 개와 엔딩 두 개의 이름을 딴 음반이 발행되었다. 1쿨 오프닝의 《상냥함의 이유》의 음반은 2012년 5월 2일에 나왔으며, 2쿨 오프닝의 《미완성 스트라이드》의 음반은 2012년 8월 8일에 나왔다. 1쿨 엔딩의 《꿈결의 약속》의 음반은 2012년 5월 23일 나왔으며, 《너를 향한 미스터리》의 음반은 2012년 8월 22일에 나왔다.
| #  | 제목                                                                         | 재생 시간 |
| -- | ---------------------------------------------------------------------------- | --------- |
| 1. | 〈優しさの理由 →상냥함의 이유〉                                              |           |
| 2. | 〈木漏れ日色の記憶 →나뭇잎 사이로 드는 햇살빛 기억〉                         |           |
| 3. | 〈青空の鼓動 →푸른 하늘의 고동〉                                             |           |
| 4. | 〈優しさの理由 (Off Vocal) →상냥함의 이유 (Off Vocal)〉                      |           |
| 5. | 〈木漏れ日色の記憶 (Off Vocal) →나뭇잎 사이로 드는 햇살빛 기억 (Off Vocal)〉 |           |
| 6. | 〈青空の鼓動 (Off Vocal) →푸른 하늘의 고동 (Off Vocal)〉                     |           |

| #  | 제목                                                       | 재생 시간 |
| -- | ---------------------------------------------------------- | --------- |
| 1. | 〈まどろみの約束 →꿈결의 약속〉                            |           |
| 2. | 〈ロマンスはまだ早い →로맨스는 아직 일러〉                 |           |
| 3. | 〈まどろみの約束 (Inst.) →꿈결의 약속 (Inst.)〉            |           |
| 4. | 〈ロマンスはまだ早い (Inst.) →로맨스는 아직 일러 (Inst.)〉 |           |

| #  | 제목                                    | 재생 시간 |
| -- | --------------------------------------- | --------- |
| 1. | 〈未完成ストライド →미완성 스트라이드〉 |           |
| 2. | 〈Daisy〉                               |           |
| 3. | 〈シネマスカイ →시네마 스카이〉         |           |

| #  | 제목                                                           | 재생 시간 |
| -- | -------------------------------------------------------------- | --------- |
| 1. | 〈君にまつわるミステリー →너를 향한 미스터리〉                 |           |
| 2. | 〈フェードin/out →페이드 인/아웃〉                             |           |
| 3. | 〈君にまつわるミステリー (Inst.) →너를 향한 미스터리 (Inst.)〉 |           |
| 4. | 〈フェードin/out (Inst.) →페이드 인/아웃 (Inst.)〉             |           |

## 평가

### 인기
전체적으로 긍정적인 평가를 받았다. 빙과는 NHK의 "최고의 애니 100순위"에서 25위로 선정되었다. BIGLOBE의 애니메이션 포털 사이트 "아니메원"에서 발표한 2012년 봄철 애니메이션 순위에서 1위에 선정되었다. 빙과는 크런치롤이 선정한 "2010년대 최고의 애니메이션 100선"에 포함되었다.
〈빙과〉 BD는 8093장을 판매하면서 2015년 2월 제4주 전체 BD 판매량 3위를 기록하였다.

### 이벤트
빙과는 기후현과 다카야마시의 다양한 홍보 이벤트에 사용되었다. 기후현의 적십자회는 헌혈을 장려하기 위해 헌혈자들에게 빙과 포스터를 증정하는 이벤트를 하였다. 다카야마시는 빙과의 실제 장소들을 보여주는 지도를 약 10,000장 배포하였다. 빙과는 다카야미시의 쌀 상품 홍보에도 활용되었다. 다카야마시 경찰은 빙과 캐릭터를 포함한 물티슈와 투명 파일 폴더를 범죄 방지 캠페인 홍보에 사용하였다.
2022년 4월 22일, 애니메이션 빙과의 10주년 축하 계획들이 발표되었다. 빙과의 10주년 로고와 비주얼이 발표되었다. 2022년 5월 25일부터 6월 15일까지 아키하바라 GAMERS 메인 매장에서 빙과 애니메이션 전시회가 열렸다. 쿠지비키도는 빙과 관련 상품들을 온라인 추첨에 걸기도 하였다. 아메바 TV는 2022년 4월 22일 첫 11화를 스트리밍하였으며, 기후 방송은 2022년 4월 6일부터 빙과의 재방송을 시작하였다.

### 평론
평론가들은 《빙과》가 일상물 장르의 일상을 보여주는 전개 방식을 호평하였다. 평론가들은 빙과가 덜 중요한 배역도 자세히 다룬 점을 호평하였으며, 미스터리 장르에서의 신선함도 주목하였다. THEM 아니메 리뷰는 "사소하지만 항상 개인적인" 미스터리를 다룬다는 점에서 빙과가 특별하다고 평가하였으며, 애니메 뉴스 네트워크의 폴 젠슨 평론가는 빙과가 미스터리와 일상물을 혼합한 방식을 보며 두 장르를 그렇게 혼합한 건 빙과가 유일하다고 말하였다. 하지만 일부 평론가들은 빙과를 "따분하다" 비판 하였고, 일부 평론가는 애니메이션이 통일성과 결론의 느낌이 부족하였다고 비판하였다.
빙과의 등장인물들은 전체적으로 긍정적인 평가를 받았으나, Fandom Post의 베버리지 평론가는 등장인물들이 생기가 없다고 비판하였다. 일부 평론가들은 등장인물들이 특별하다고 평가하였으며, 일부 평론가들은 등장인물들이 "독특"하며 선입견을 "뛰어넘는"다고 평가하였다. 아니메 뉴스 네트워크의 닉 크리머는 등장인물들의 성장이 "놀라운 연극적 정점"에 도달하였다고 평가하였다. 주연 인물들도 긍정적인 평가를 받았으며, 일부 평론가들은 여자 주인공인 치탄다 에루가 이야기를 이끌어 가는 순진한 인격을 가졌지만 그녀의 지능과 복잡한 특징들이 단순 "플롯 장치"를 넘어서게 한다고 평가하였다. 남자 주인공인 오레키는 재미있는 등장인물이라고 호평을 받았으며, THEM 아니메 리뷰는 그의 재치와 아무것도 안 하려고 다양한 시도를 하는 오레키의 모습에 주목하였다. 하지만 일부 평론가들은 오레키의 캐릭터성을 비판하였으며, 베버리지는 그를 "완전한 우울제"라고 비판하였다.
평론가들은 빙과의 작화를 "교토 애니메이션 작화 중 가장 아름다운 시리즈" 및 "역사상 가장 아름다운 텔레비전 애니메이션 시리즈"라고 찬양하였다. 빙과를 전체적으로 부정적으로 평가한 베버리지를 포함한 많은 평론가들은 빙과 작화의 배경 및 조명 연출 등 기술적인 면을 호평하였다.

## 만화
빙과라는 만화는 카도가와 쇼텐의 소년 에이스에서 2012년 3월부터 연재를 시작했다. 단행본 제1권은 2012년 4월 26일에 발매되었으며, 2022년 3월 25일 단행본 14권이 발매되었다. 한국어 번역본은 대원씨아이에서 출간하였다.
| 번호 | 일본어 출간일    | 일본어 ISBN            | 한국어 출간일    | 한국어 ISBN        |
| ---- | ---------------- | ---------------------- | ---------------- | ------------------ |
| 1    | 2012년 4월 24일  | ISBN 978-4-04-120270-8 | 2012년 11월 27일 | ISBN 9788967257620 |
| 2    | 2012년 8월 23일  | ISBN 978-4-04-120271-5 | 2012년 12월 18일 | ISBN 9788967258559 |
| 3    | 2013년 1월 24일  | ISBN 978-4-04-120272-2 | 2013년 12월 27일 | ISBN 9791156251255 |
| 4    | 2013년 6월 21일  | ISBN 978-4-04-120740-6 | 2014년 1월 23일  | ISBN 9791156251620 |
| 5    | 2013년 9월 24일  | ISBN 978-4-04-120882-3 | 2014년 11월 19일 | ISBN 9791157541256 |
| 6    | 2014년 4월 26    | ISBN 978-4-04-121096-3 | 2015년 1월 22일  | ISBN 9791157543762 |
| 7    | 2014년 7월 26일  | ISBN 978-4-04-101749-4 | 2015년 2월 23일  | ISBN 9791157544493 |
| 8    | 2015년 1월 26일  | ISBN 978-4-04-101750-0 | 2015년 8월 24일  | ISBN 9791133402298 |
| 9    | 2015년 8월 26일  | ISBN 978-4-04-103588-7 | 2018년 2월 23일  | ISBN 9791133474004 |
| 10   | 2016년 7월 26일  | ISBN 978-4-04-103589-4 | 2020년 12월 29일 | ISBN 9791136259073 |
| 11   | 2017년 10월 26일 | ISBN 978-4-04-103590-0 | 2021년 2월 18일  | ISBN 9791136263933 |
| 12   | 2019년 5월 25일  | ISBN 978-4-04-103591-7 | 2021년 4월 28일  | ISBN 9791136273642 |
| 13   | 2020년 11월 25일 | ISBN 978-4-04-109730-4 | 2021년 11월 22일 | ISBN 9791136286420 |
| 14   | 2022년 3월 25일  | ISBN 978-4-04-112386-7 | 2022년 9월 27일  | ISBN 9791169189835 |

## 같이 보기
- 고전부 시리즈
- 빙과 (소설)
- 바보의 엔드 크레디트
- 쿠드랴프카의 차례
- 멀리 돌아가는 히나
- 두 사람의 거리 추정